# Brilwever
De brilwever (Ploceus ocularis) is een zangvogel uit de familie Ploceidae (wevers en verwanten).

## Verspreiding en leefgebied
Deze soort telt 5 ondersoorten:
- P. o. crocatus: van zuidoostelijk Nigeria en Kameroen tot zuidwestelijk Ethiopië, westelijk Kenia, noordwestelijk Tanzania en Angola.
- P. o. suahelicus: van oostelijk Kenia tot Mozambique.
- P. o. brevior: noordoostelijk Zuid-Afrika.
- P. o. tenuirostris: noordelijk Namibië en noordwestelijk Botswana.
- P. o. ocularis: uiterst zuidelijk Mozambique en oostelijk Zuid-Afrika.